# Hydraena dimorpha
Hydraena dimorpha es una especie de escarabajo del género Hydraena, familia Hydraenidae. Fue descrita científicamente por Orchymont en 1922.
Esta especie se encuentra en India.